# Liam Higgins
Liam Higgins (13 november 1942) is een professioneel golfer uit Ierland. Hij speelt op de Europese Senior Tour.
Higgins was de pro op de Waterville Golf Club en speelde op de Europese PGA Tour. In 1977 won hij de Kerrygold International, die op Waterville werd gespeeld. In 1984 sloeg Higgins op het militair vliegveld in Baldonnel (bij Dublin) een golfbal 588 meter (634,1 yards) verderop, waarmee hij een record vestigde.

## Gewonnen
Europese Tour
- 1977: Kerrygold International

Senior Tour
- 1995: Senior Zurich Pro-Am
- 1994: Zurich Senior Lexus Trophy Pro-Am
- 1994: Joe Powell Memorial Seniors Classic